# 玻利维亚足球协会
玻利维亚足球协会（Federación Boliviana de Fútbol，FBF），为玻利维亚足球的管理机构。玻利维亚足球协会成立于1925年，其历史在南美足联成员协会中居第8位。1926年，玻利维亚足协加入南美足联、国际足联。玻利维亚足球协会管理玻利维亚国家足球队。
玻利维亚足球协会包含2个实体：
- 玻利维亚足球甲级联赛
- 全国足球联合会，玻利维亚9个省的省足协。

## 荣誉
- 美洲杯: 冠军1次(1963)
- 世界杯足球赛: 3次参加(1930, 1950, 1994)
- 青年奥林匹克运动会: 冠军1次(2010)